# 佐野哲也
佐野 哲也（さの てつや、1982年5月8日 - ）は、日本の男性総合格闘家。静岡県富士市出身。和術慧舟會駿河道場所属。静岡県立富士東高校、埼玉大学教養学部卒業。元THE OUTSIDER70-75kg級王者。

## 来歴
2004年5月23日、第23回全日本アマチュアシュートボクシング選手権関東大会・中重量級に出場し、優勝を果たした。
2007年9月16日、第1回アマチュアシュートボクシング選手権東京大会・中重量級に出場。決勝で同門の小山淳に敗れ、準優勝となった。
2008年5月11日、第27回アマチュアシュートボクシング選手権関東大会・中重量級に出場し、優勝を果たした。
2008年12月20日、「THE OUTSIDER 第4戦」に「アマ最強戦士 アウトサイダー殴り込み」との触れ込みで初出場し、セミファイナルで吉永啓之輔と対戦。判定になれば吉永有利という展開の中、2R終了間際にパウンドでTKO勝ち。前田日明賞（MVP）、ベストファイター賞、ベストバウト賞を受賞した。THE OUTSIDER代表の前田日明に「日本人絡みの試合でこの数年でプロを含めベストバウト」と評価された。
2009年5月5日、「THE OUTSIDER 第6戦」で松本峰周と対戦し、パウンドでTKO勝ちを収めた。松本は3月15日の「THE OUTSIDER SPECIAL」の試合に勝利したあとのリング上で、観戦していた佐野に対戦アピールを行っていた。
2009年5月24日、第28回アマチュアシュートボクシング選手権関東大会・中重量級に出場し、優勝を果たした。
2009年8月9日、「THE OUTSIDER 第7戦」のトーナメント選考試合で学金狗と対戦予定であったが、試合前の検診によりドクターストップとなり不戦敗となった。後日、MRI検査により問題がないことが分かり、主催者推薦によりトーナメント出場が決定した。
2009年10月11日、「THE OUTSIDER 第8戦」から開幕した65-70kgトーナメントに出場。1回戦で浦野貴之に2-1で判定勝ち。2回戦では1回戦で不戦勝となった学金狗と対戦し、右ハイキックで失神KO勝ちを収め、ベスト4進出を決めた。さらにベストファイター賞、ベストストライキングテクニック賞、ベストバウト賞などを受賞した。
2009年12月13日、「THE OUTSIDER 第9戦」の65-70kgトーナメント準決勝で野村剛史にパウンドでKO勝ちしたものの、決勝では1年ぶりの再戦となった吉永啓之輔にTKO負けを喫し準優勝となった。敗れたもののベストグランドテクニック賞、ベストバウト賞を受賞した。
2010年6月20日、THE OUTSIDER 第12戦の70-75kgトーナメントマッチ1回戦でアパッチ小次郎と対戦し、開始7秒右ストレートでKO負け。
2010年10月11日、THE OUTSIDER 第13戦の「アウトサイダー対ZST対抗戦」で濱岸正幸と対戦し、腕ひしぎ十字固めで一本負けを喫した。
2010年12月4日、THE OUTSIDER 第14戦のメインイベントで堀鉄平と対戦し、三角絞めを極められた状態でパウンドを受け続け最後はタオルが投入されTKO負けとなった。THE OUTSIDER4連敗となった。
2010年12月26日、第43回パンクラスゲート2ワンマッチ大会に出場。山中道臣と対戦し、開始28秒、首相撲からの膝蹴り連打によるTKO勝ちを収めた。
2014年10月4日「プロレスリングＵ−ＳＴＹＬＥ」西調布格闘技アリーナ大会。にてプロレスリングAKの豪選手と対戦、プロレスデビューを果たす。
2015年07月19日、THE OUTSIDER 第36戦の70-75kgタイトルマッチでランボルギーニヨシノリ選手と対戦し、判定勝利を収めTHEOUTSEIDER70-75kg級新王者となった。

## 戦績

### 総合格闘技
| 勝敗 | 対戦相手                 | 試合結果                             | 大会名                                                                         | 開催年月日     |
| ×    | 平信一                   | 5分2R終了 判定1‐2                    | ZST.67                                                                         | 2020年1月28日  |
| ○    | マックス・ザ・ボディ     | 5分2R終了 判定2-1                    | ZST.64                                                                         | 2019年5月11日  |
| ○    | 平山学                   | 1R 3:05 ダースチョーク               | SWAT!168                                                                       | 2019年1月27日  |
| ○    | 吉永啓之輔               | 3分2R終了 判定3-0                    | THE OUTSIDER 第50戦 有明ファイナル                                             | 2018年3月11日  |
| ×    | キム・ヒョンス           | 1R 3:09 TKO                          | THE OUTSIDER 大田区総合体育館SPECIAL                                           | 2017年12月11日 |
| ○    | 池田直也                 | 1R 4:35 腕ひしぎ十時固め             | ZST.57/SWAT!161                                                                | 2017年9月10日  |
| ○    | 大木翔                   | 5分2R終了 判定3-0                    | THE OUTSIDER 第46戦 【THE OUTSIDER 70-75kg級タイトルマッチ】                   | 2017年5月21日  |
| ○    | TAKU                     | 5分2R終了 判定3-0                    | RINGS/THE OUTSIDER SPECIAL 【THE OUTSIDER 70-75kg級タイトルマッチ】            | 2016年12月11日 |
| ○    | 大木翔                   | 5分2R終了 判定2-0                    | THE OUTSIDER 第41戦 【THE OUTSIDER 70-75kg級タイトルマッチ】                   | 2016年7月31日  |
| ○    | ランボルギーニ・ヨシノリ | 5分2R+延長1R終了 判定3-0             | THE OUTSIDER 大田区総合体育館 SPECIAL 【THE OUTSIDER 70-75kg級タイトルマッチ】 | 2015年12月13日 |
| ○    | ランボルギーニ・ヨシノリ | 5分2R終了 判定3-0                    | THE OUTSIDER 第36戦 【THE OUTSIDER 70-75kg級タイトルマッチ】                   | 2015年7月19日  |
| ○    | 菱沼郷                   | 2R 3:00判定                          | Rings - The Outsider 35                                                        | 2015年5月17日  |
| ○    | 堀鉄平                   | 2R 3:00判定                          | Rings - The Outsider 34                                                        | 2015年3月22日  |
| ×    | 長岡弘樹                 | 3R 3:00 判定                         | Pancrase - 262                                                                 | 2014年11月2日  |
| ×    | 泰斗                     | 1R 1:17 TKO                          | Pancrase - Bayside Fight                                                       | 2014年4月20日  |
| ○    | 加留弘一朗               | 2R 3:00（延長R）判定                 | Pancrase - 256                                                                 | 2014年2月2日   |
| ○    | 梅崎和彦                 | 1R 5:00 判定                         | Pancrase - 256                                                                 | 2014年2月2日   |
| ×    | ソルジャーボーイ一樹     | 2R 3:00終了 判定3-0                  | THE OUTSIDER 第24戦 【70-75kgトーナメントマッチ1回戦】                         | 2013年2月10日  |
| ○    | 加留 弘一朗              | 2R 3:00 判定                         | JML - Japan MMA License                                                        | 2012年8月19日  |
| ×    | 吉永啓之輔               | 2R 3:00 判定                         | Rings - The Outsider 19                                                        | 2011年11月13日 |
| ○    | 浦野貴之                 | 2R 3:00 判定                         | Rings - The Outsider 18                                                        | 2011年8月14日  |
| ○    | 萩原裕介                 | 2R 3:00 判定                         | Rings - The Outsider 18                                                        | 2011年8月14日  |
| ○    | Yoshiki                  | 1R 2:51 リアネイキドチョーク         | Rings - The Outsider 17                                                        | 2011年6月17日  |
| ○    | 萩原裕介                 | 2R 3:00 判定                         | THE OUTSIDER 第16戦                                                            | 2011年5月8日   |
| ×    | 堀鉄平                   | 2R 2:41 TKO（タオル投入）            | THE OUTSIDER 第14戦                                                            | 2010年12月4日  |
| ×    | 濱岸正幸                 | 1R 3:12 腕ひしぎ十字固め             | THE OUTSIDER 第13戦                                                            | 2010年10月11日 |
| ×    | アパッチ小次郎           | 1R 0:07 KO（右ストレート）           | THE OUTSIDER 第12戦 【70-75kg トーナメントマッチ 1回戦】                       | 2010年6月20日  |
| ×    | 吉永啓之輔               | 2R 0:36 TKO（2ノックダウン：膝蹴り） | THE OUTSIDER 第9戦 【65-70kg トーナメントマッチ 決勝】                         | 2009年12月13日 |
| ○    | 野村剛史                 | 1R 2:57 TKO（パウンド）              | THE OUTSIDER 第9戦 【65-70kg トーナメントマッチ 準決勝】                       | 2009年12月13日 |
| ○    | 学金狗                   | 1R 1:40 KO（右ハイキック）           | THE OUTSIDER 第8戦 【65-70kg トーナメントマッチ 2回戦】                        | 2009年10月11日 |
| ○    | 浦野貴之                 | 3分2R終了 判定2-1                    | THE OUTSIDER 第8戦 【65-70kg トーナメントマッチ 1回戦】                        | 2009年10月11日 |
| ×    | 学金狗                   | 不戦敗（ドクターストップ）           | THE OUTSIDER 第7戦 【65-70kg トーナメントマッチ 選考試合】                     | 2009年8月9日   |
| ○    | 松本峰周                 | 1R 1:26 TKO（パウンド）              | THE OUTSIDER 第6戦                                                             | 2009年5月5日   |
| ○    | 吉永啓之輔               | 2R 2:59 TKO（パウンド）              | THE OUTSIDER 第4戦                                                             | 2008年12月20日 |

## 獲得タイトル
- THE OUTSIDER 65-70kgトーナメント 準優勝（2009年）
- 第4代THE OUTSIDER 70-75kg級王座（2015年）
- 第28回 アマチュアシュートボクシング選手権 関東大会 中重量級 優勝（2009年）
- 第27回 アマチュアシュートボクシング選手権 関東大会 中重量級 優勝（2008年）
- 第23回 全日本アマチュアシュートボクシング選手権 関東大会 中重量級 優勝（2004年）

## 出演
- タイトロープ ～アウトサイダーという生き方～（2013年）